# Yolanda Griffith
Yolanda Evette Griffith (ur. 1 marca 1970 w Chicago) – amerykańska koszykarka występująca na pozycji środkowej, dwukrotna złota medalistka olimpijska, od momentu zakończenia kariery zawodniczej trenerka koszykarska.
Mierząca 191 cm wzrostu zawodniczka studiowała na Florida Atlantic University. Do WNBA została wybrana z drugim numerem w drafcie w 1999 przez Sacramento Monarchs, gdzie grała do 2007. W 2005 zdobyła tytuł mistrzowski zostając również MVP finałów. W 2008 była zawodniczką Seattle Storm, w 2009 grała w Indiana Fever. Siedmiokrotnie brała udział w WNBA All-Star Game, trafiła także do WNBA All-Decade Team. W 1999 została wybrana MVP rozgrywek oraz najlepszym obrońcą ligi. W Europie grała m.in. w Niemczech, Włoszech i Rosji. 9 czerwca 2009 roku podczas meczu z Seattle Storm Griffith nadciągnęła mięsień Achillesa. Kontuzja wyeliminowała ją z gry do końca sezonu. Tym samym było to oficjalne zakończenie sportowej kariery przez Amerykankę.
Po olimpijskie złoto sięgnęła z reprezentacją Stanów Zjednoczonych w 2000 i 2004.

## Osiągnięcia
Na podstawie, o ile nie zaznaczono inaczej.

### College
- Zawodniczka Roku NCAA Division II według:
  - Kodaka (1993)
  - WBCA (1993)
- Zaliczona do:
  - I składu:
    - Junior College All-America (1991 przez Kodaka)
    - All-American dywizji II NCAA (1993 przez Kodaka)

  - Galerii Sław Sportu Florida Atlantic University (2006)
  - składu National Junior College Athletic Association (NJCAA) Women’s Basketball All-Century Team

### WNBA
- Mistrzyni WNBA (2005)
- Wicemistrzyni WNBA (2006)
- MVP:
  - WNBA (1999)
  - finałów WNBA (2005)[6]
- Defensywna zawodniczka roku (1999)[7]
- Laureatka nagrody WNBA Newcomer of the Year (1999)
- Uczestniczka meczu gwiazd WNBA (1999–2001, 2003–2007)
- Zaliczona do:
  - I składu:
    - WNBA (1999, 2005)
    - defensywnego WNBA (2005)

  - II składu:
    - WNBA (2000, 2001, 2004)
    - defensywnego WNBA (2006)

  - składu:
    - WNBA All-Decade Team (2006)
    - Women's National Basketball Association's Top 15 Team (2011)
    - WNBA Top 20@20 (2016)
    - WNBA 25th Anniversary Team (2021)[8]
- Liderka WNBA w:
  - zbiórkach (1999, 2001)[9]
  - przechwytach (1999, 2004)
- Rekordzistka WNBA w liczbie zbiórek, w ataku (162 – 2001)[10]

### Inne
Drużynowe
- Mistrzyni:
  - Euroligi (2003)
  - Włoch (2001)
- Wicemistrzyni Rosji (2004, 2006)
- Zdobywczyni:
  - pucharu Włoch (2001, 2002)
  - superpucharu Włoch (2002)

Indywidualne
- Defensywna zawodniczka roku ABL (1998)
- II miejsce w głosowaniu na MVP ABL (1998)
- Wybrana do:
  - I składu ABL (1998)
  - Żeńskiej Galerii Sław Koszykówki (2014)
- Uczestniczka meczu gwiazd:
  - ABL (1997)
  - WKBL (2007)
  - WBCA (2008)
- Liderka:
  - strzelczyń Euroligi (1997)
  - Euroligi w zbiórkach (1997, 2002)
  - ABL w:
    - zbiórkach (1999)
    - przechwytach (1998)

  - WBCA w zbiórkach (2008)

### Reprezentacyjne
Drużynowe
- Mistrzyni olimpijska (2000, 2004)
- Uczestniczka spotkania WNBA vs. USA Basketball: The Game at Radio City (2004)[11]
- MVP spotkania WNBA vs. USA Basketball: The Game at Radio City (2004)